# Neauphle-le-Vieux
Neauphle-le-Vieux est une commune française située dans le département des Yvelines, en région Île-de-France.

## Géographie

### Situation
La commune de Neauphle-le-Vieux est située dans le centre des Yvelines, à une vingtaine de kilomètres à l'ouest de Versailles, préfecture du département, et à une vingtaine de kilomètres au nord de la sous-préfecture, Rambouillet.
Elle se trouve dans la plaine de Montfort-l'Amaury, petite région naturelle creusée par la Mauldre et ses affluents qui prolonge vers l'ouest la plaine de Versailles. Elle marque le début du cours inférieur de la Mauldre.
|      | Beynes                                                       |                         |
| Vicq | Neauphle-le-Vieux                                            | Villiers-Saint-Frédéric |
| Méré | Le Tremblay-sur-Mauldre Bazoches-sur-Guyonne Mareil-le-Guyon | Jouars-Pontchartrain    |

### Hydrographie
La commune de Neauphle-le-Vieux se trouve dans la vallée de la Mauldre, sur la rive gauche de la rivière, au confluent de celle-ci avec ses deux principaux affluents de rive gauche, la Guyonne et le Lieutel, dans le nord-est de la plaine de Montfort-l'Amaury.
La commune de Neauphle-le-Vieux est l'une des douze communes concernées par le plan de prévention du risque inondation (PPRI) du bassin de la Mauldre. La Mauldre et ses affluents sont en effet sujets à des crues rapides, de type torrentiel.

### Transports et voies de communications

#### Réseau routier
Les communications sont assurées par plusieurs routes départementales : la RD 11, la RD 42, la RD 34 qui se croisent dans le bourg, la RD 912, traversent la partie sud de la commune. La route nationale 12 traverse le territoire communal au sud-ouest.

#### Desserte ferroviaire
La ligne de Saint-Cyr à Surdon passe par le territoire communal. La gare ferroviaire la plus proche est la gare de Villiers - Neauphle - Pontchartrain qui est situé à 1,3 km de la commune.

#### Bus
La commune est desservie par les lignes 13, 40, Express 67 et Q du réseau de bus Centre et Sud Yvelines et par la ligne 78 du réseau de bus Île-de-France Ouest.

#### Sentier de randonnée
Le sentier de grande randonnée GR 1 traverse le territoire de la commune, de Mareil-le-Guyon au sud jusqu'à Villiers-Saint-Frédéric à l'est.

### Climat
Pour des articles plus généraux, voir Climat de l'Île-de-France et Climat des Yvelines.
En 2010, le climat de la commune est de type climat océanique dégradé des plaines du Centre et du Nord, selon une étude du CNRS s'appuyant sur une série de données couvrant la période 1971-2000. En 2020, Météo-France publie une typologie des climats de la France métropolitaine dans laquelle la commune est dans une zone de transition entre le climat océanique et le climat océanique altéré et est dans la région climatique Sud-ouest du bassin Parisien, caractérisée par une faible pluviométrie, notamment au printemps (120 à 150 mm) et un hiver froid (3,5 °C).
Pour la période 1971-2000, la température annuelle moyenne est de 10,8 °C, avec une amplitude thermique annuelle de 14,5 °C. Le cumul annuel moyen de précipitations est de 660 mm, avec 10,4 jours de précipitations en janvier et 7,8 jours en juillet. Pour la période 1991-2020, la température moyenne annuelle observée sur la station météorologique la plus proche, située sur la commune de Maule à 11 km à vol d'oiseau, est de 11,8 °C et le cumul annuel moyen de précipitations est de 677,0 mm,. Pour l'avenir, les paramètres climatiques de la commune estimés pour 2050 selon différents scénarios d'émission de gaz à effet de serre sont consultables sur un site dédié publié par Météo-France en novembre 2022.

## Urbanisme

### Typologie
Au 1er janvier 2024, Neauphle-le-Vieux est catégorisée ceinture urbaine, selon la nouvelle grille communale de densité à sept niveaux définie par l'Insee en 2022.
Elle appartient à l'unité urbaine de Paris, une agglomération inter-départementale regroupant 407  communes, dont elle est une commune de la banlieue,,. Par ailleurs la commune fait partie de l'aire d'attraction de Paris, dont elle est une commune de la couronne,. Cette aire regroupe 1 929 communes,.

### Occupation des solssimplifiée
Le territoire de la commune se compose en 2017 de 89,27 % d'espaces agricoles, forestiers et naturels, 2,97 % d'espaces ouverts artificialisés et 7,76 % d'espaces construits artificialisés.

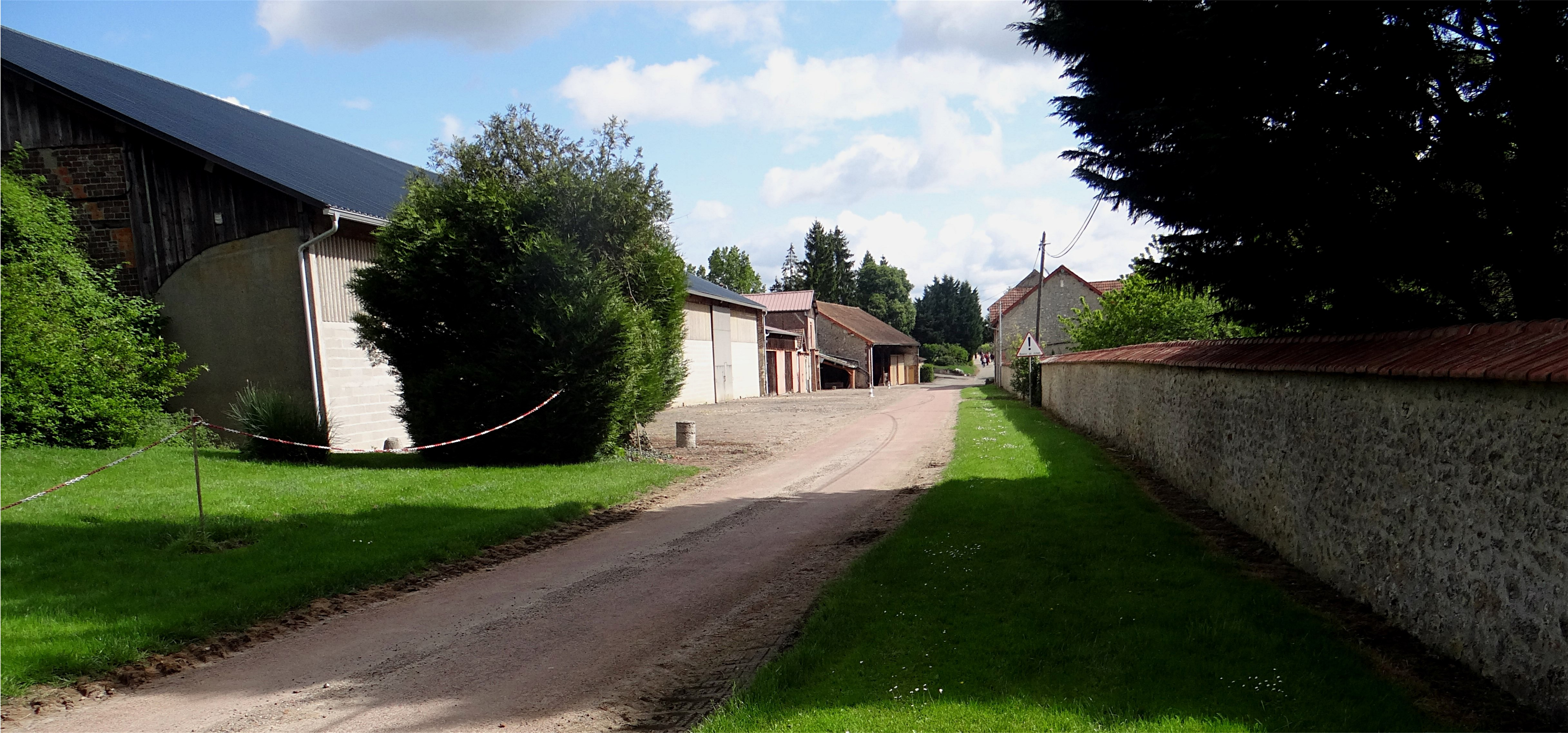
Le lieu-dit Saint-Aubin.

### Lieux-dits et écarts
- Cressay, Saint-Aubin[14].

## Toponymie
Le nom de la localité est attesté sous les formes: Nielfa en 990; Nielfa en 1077[réf. non conforme]; Nealpha Veteres au XIIIe siècle, Nealpha Vetus; Neapha Vetus, Neaufla Vetus'' en 1351; Neaufle l'Evieux.
Le nom de Neauphle est issu d'un composé germanique signifiant « temple neuf » (voir l'article de Neauphle-le-Château). Le déterminant complémentaire Le-Vieux (latinisé en Vetus ou Veteres) apparaît dès le Moyen Âge.
Remarque : La graphie hellénisante avec ph permet de distinguer les Neauphle de l’Île-de-France des Neaufles du département voisin de l’Eure.
Homonymie avec les nombreux Neauphle, Neaufles, Neauphe, Neaufle, et Niafles communs au nord de la France, ce qui laisse penser à une origine plus précisément vieux bas francique.

## Histoire

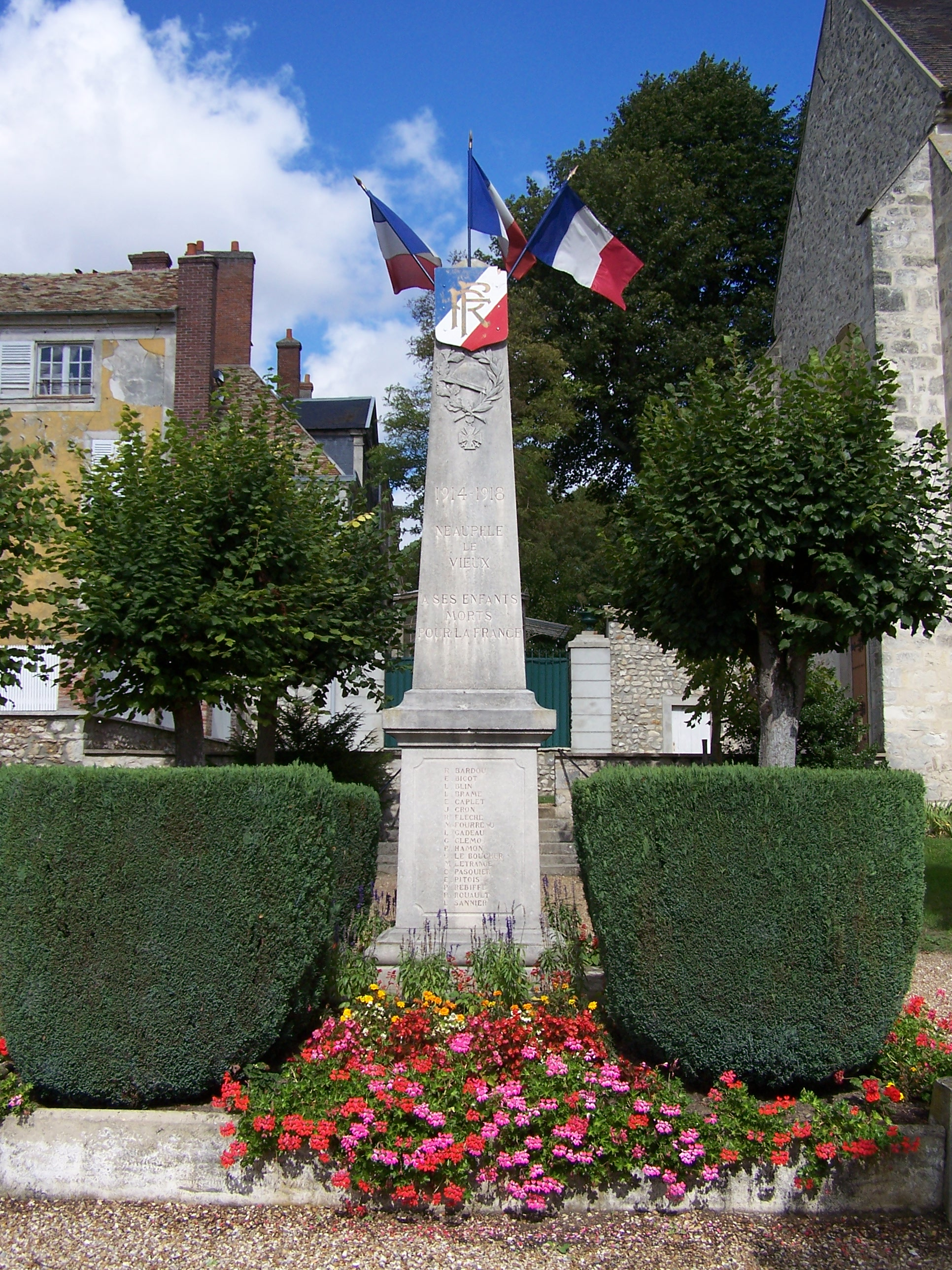
Le monument aux morts.

Des fouilles archéologiques effectuées par l'INRAP entre décembre 2007 et avril 2008 dans le domaine de l'Ardillière attestent d'une présence humaine sur le site dès le Néolithique et plus tard d'une occupation à l'époque gauloise avec la découverte d'une ferme.
Au VIIIe siècle, Neauphle a été un prieuré de l'abbaye de Saint-Liphard de Meung-sur-Loire, comme le mentionne une charte de Hugues Capet de 990. Cette abbaye sur le déclin perdit ses prieurés quand elle devint une collégiale à la fin du XIe siècle.
Par la suite Philippe Ier fit ériger en 1078 l'abbaye Saint-Pierre de Neauphle-le-Vieux.
En 1174, l'abbaye possède les églises de Cressay et Saint-Aubin (Neauphle-le-Vieux), Auteuil, Goupillières, Bazemont, Jouars, Maurepas, Saulx-Marchais, Villennes, Médan, Flacourt, le droit d'usage en forêt d'Yveline, terre du Pontel, moulins de Toussac, Bicherel, Robert, sur la Mauldre et ses affluents, terres de Neauphle-le-Vieux, Boissy-sans-Avoir, terre à Jumeauville terres à Crespières, vignes à Villennes, Médan, Méré...
Au XIIIe siècle et XIVe siècle, les dons affluent en faveur du monastère jusqu'à la guerre de Cent Ans des seigneurs de Montfort-l'Amaury, Poissy, Aulnay-sur-Mauldre, Villette, Saulx-Marchais, Élancourt, Auteuil, Mezelan, Binanville, etc.
Le roi saint Louis honora le monastère le 9 mars 1266. Aliénor de Guyenne, reine d'Angleterre, y séjourna le 16 juillet 1289. Philippe le Bel y demeura avec la reine les 6, 7 et 14 juillet et 2 octobre 1301.
L'abbaye subsista jusqu'en 1737, année où elle fut dissoute, à cause du manque de ressources financières et du faible nombre de moines.
De l'ancienne abbaye du Moyen Âge ne reste que deux salles en sous-sol du XIIe siècle, une partie de l'église et une grange donnant sur la cour de la ferme.
La maison abbatiale actuelle date de la fin du XVIIe siècle.

## Politique et administration

### Liste des maires
| Période                                  | Période  | Identité        | Étiquette | Qualité |
| ---------------------------------------- | -------- | --------------- | --------- | ------- |
| Les données manquantes sont à compléter. |          |                 |           |         |
| 2001                                     | En cours | Denise Planchon |           |         |

## Population et société

### Démographie

#### Évolution démographique
L'évolution du nombre d'habitants est connue à travers les recensements de la population effectués dans la commune depuis 1793. Pour les communes de moins de 10 000 habitants, une enquête de recensement portant sur toute la population est réalisée tous les cinq ans, les populations de référence des années intermédiaires étant quant à elles estimées par interpolation ou extrapolation. Pour la commune, le premier recensement exhaustif entrant dans le cadre du nouveau dispositif a été réalisé en 2008.

En 2022, la commune comptait 924 habitants, en évolution de −3,04 % par rapport à 2016 (Yvelines : +2,72 %, France hors Mayotte : +2,11 %).
| 1793 | 1800 | 1806 | 1821 | 1831 | 1836 | 1841 | 1846 | 1851 |
| ---- | ---- | ---- | ---- | ---- | ---- | ---- | ---- | ---- |
| 487  | 509  | 546  | 567  | 466  | 490  | 486  | 559  | 546  |

| 1856 | 1861 | 1866 | 1872 | 1876 | 1881 | 1886 | 1891 | 1896 |
| ---- | ---- | ---- | ---- | ---- | ---- | ---- | ---- | ---- |
| 515  | 490  | 490  | 482  | 435  | 454  | 441  | 486  | 517  |

| 1901 | 1906 | 1911 | 1921 | 1926 | 1931 | 1936 | 1946 | 1954 |
| ---- | ---- | ---- | ---- | ---- | ---- | ---- | ---- | ---- |
| 506  | 461  | 420  | 443  | 477  | 468  | 551  | 609  | 675  |

| 1962 | 1968 | 1975 | 1982 | 1990 | 1999 | 2006 | 2008 | 2013 |
| ---- | ---- | ---- | ---- | ---- | ---- | ---- | ---- | ---- |
| 511  | 493  | 526  | 549  | 577  | 707  | 693  | 691  | 926  |

| 2018 | 2022 | - | - | - | - | - | - | - |
| ---- | ---- | - | - | - | - | - | - | - |
| 919  | 924  | - | - | - | - | - | - | - |

#### Pyramide des âges
En 2018, le taux de personnes d'un âge inférieur à 30 ans s'élève à 38,8 %, soit au-dessus de la moyenne départementale (38 %). À l'inverse, le taux de personnes d'âge supérieur à 60 ans est de 16,3 % la même année, alors qu'il est de 21,7 % au niveau départemental.
En 2018, la commune comptait 463 hommes pour 456 femmes, soit un taux de 50,38 % d'hommes, légèrement supérieur au taux départemental (48,68 %).
Les pyramides des âges de la commune et du département s'établissent comme suit.
| Hommes | Classe d’âge | Femmes |
| ------ | ------------ | ------ |
| 0,4    | 90 ou +      | 1,1    |
| 1,7    | 75-89 ans    | 3,5    |
| 12,7   | 60-74 ans    | 13,2   |
| 25,9   | 45-59 ans    | 25,0   |
| 19,2   | 30-44 ans    | 19,7   |
| 15,6   | 15-29 ans    | 13,2   |
| 24,4   | 0-14 ans     | 24,3   |

| Hommes | Classe d’âge | Femmes |
| ------ | ------------ | ------ |
| 0,6    | 90 ou +      | 1,4    |
| 6      | 75-89 ans    | 7,8    |
| 13,5   | 60-74 ans    | 14,8   |
| 20,7   | 45-59 ans    | 20,1   |
| 19,6   | 30-44 ans    | 19,9   |
| 18,5   | 15-29 ans    | 16,8   |
| 21,2   | 0-14 ans     | 19,2   |

### Enseignement
La commune possède une école maternelle et une école élémentaire, toutes deux publiques (groupe scolaire Marie-de-Cressay).

### Sports et infrastructures sportives
On trouve dans Neauphle-le-Vieux :
- Le centre équestre les Fauvettes (domaine des Fauvettes, accès par la place Sully).
- Deux courts de tennis (domaine des Fauvettes, accès par la place Sully).
- Un terrain de football (à côté de l'école élémentaire et maternelle Sainte-Marie de Cressay).

## Économie
Le territoire est essentiellement rural (environ 90 %) et consacré à la grande culture céréalière. L'habitat est regroupé, le long de la Mauldre, dans le bourg et dans le hameau de Cressay situé plus au nord, à l'exception d'un second hameau, le hameau de Saint-Aubin plus au sud, qui est principalement occupé par la ferme d'une famille d'exploitants agricoles et de trois fermes isolées : la ferme de l'Île Robert, la ferme du Toussac (site d'un ancien moulin), et la ferme de la Chapelle.

## Culture locale et patrimoine

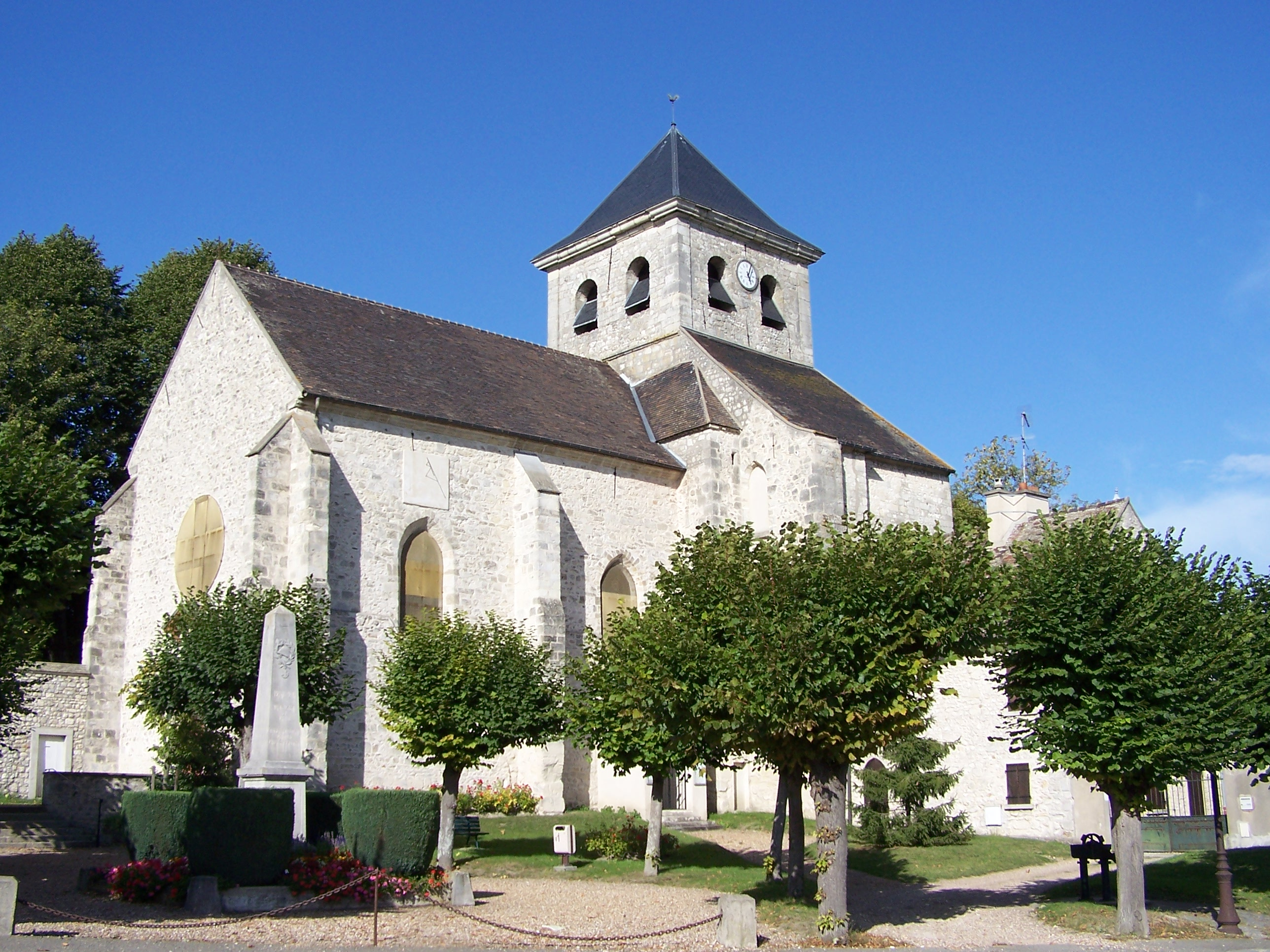
L'église Saint-Pierre-et-Saint-Nicolas.

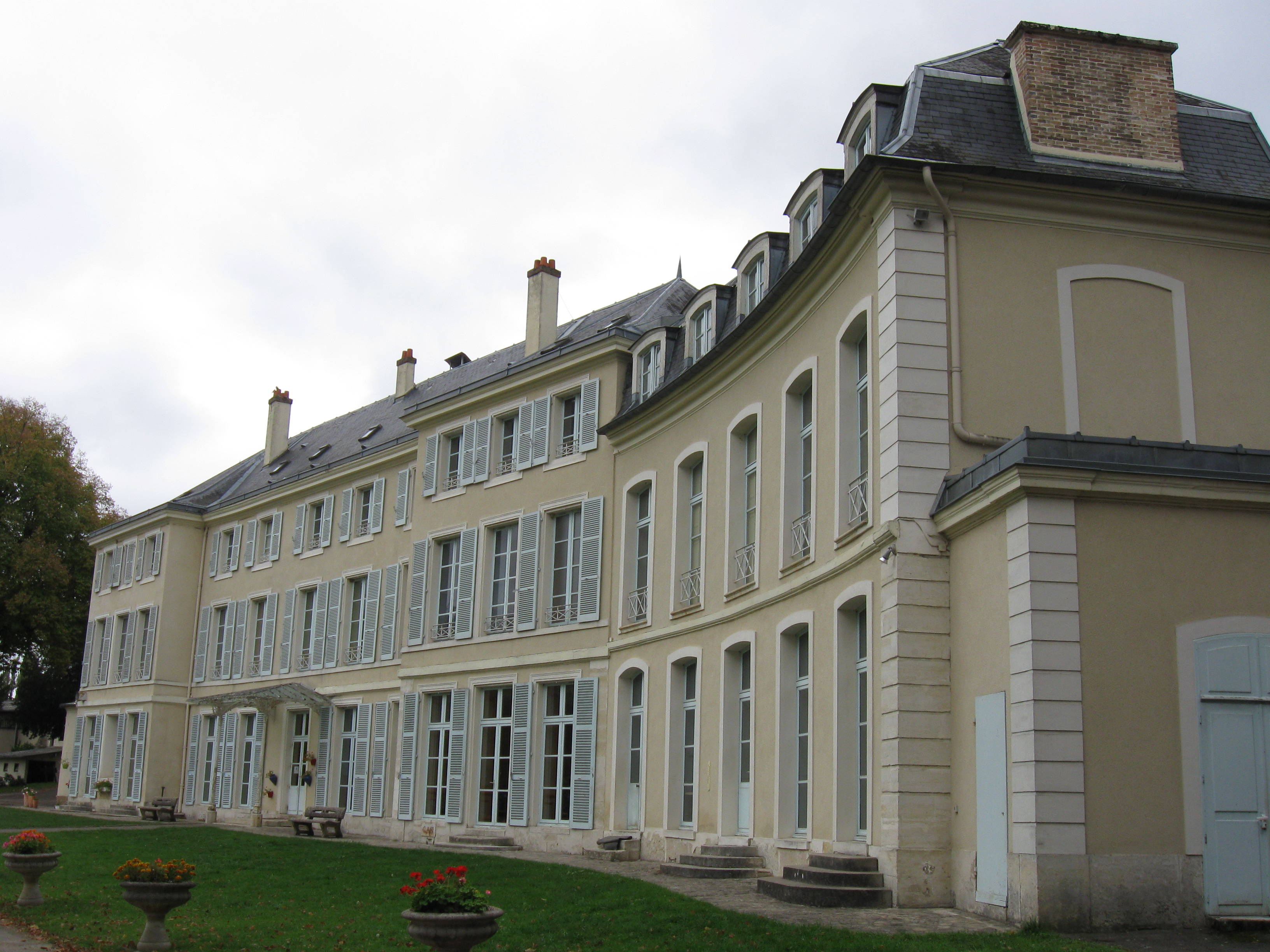
Le château.

### Lieux et monuments
- Église Saint-Pierre-et-Saint-Nicolas de style roman tardif est ce qui reste de l'ancienne Abbaye de Neauphle-le-Vieux qui remonte au XIe siècle, XIIe siècle et fin XVIIe siècle.
- Lavoirs (XIXe siècle), sur le cours du Lieutel dans le bourg et à Cressay.
- Château de Neauphle-le-Vieux (centre équestre des Fauvettes) (XVIIIe – XIXe siècle).
- Pigeonnier de Saint-Aubin (XVIe siècle).
- Une cave[31] d'époque médiévale (probablement du XIIe siècle) découverte de façon fortuite en 1980 à la suite d'un éboulement lors de travaux d'assainissement (tout-à-l'égout). Elle se situe approximativement sous la place Sully et l'accès est possible via un escalier en pierre dans le domaine des Fauvettes. Les risques d'effondrement en interdisent sa visite.

### Personnalités liées à la commune
- Casimir de Rochechouart de Mortemart (1787-1875), militaire, diplomate, et homme politique français, meurt au château en 1875.
- Henri Brame (1885-1954) écrivit une histoire de l'abbaye de Neauphle. Il était membre d'une importante famille d'entrepreneurs originaires de Lille. Ils devinrent propriétaires du château de l'abbaye à partir d'Édouard Auguste Brame (°1818), inspecteur général des Ponts et chaussées, conseiller général de Seine-et-Oise, frère de Jules Brame (1808-1878), député du Nord (1857-1876), sénateur du Nord (1876-1878), ministre de l'Instruction publique et des Beaux arts. Le château passa ensuite à Paul Edouard Brame (1851-1908), conseiller général de Seine-et-Oise, père de Henri qui fut conseiller municipal de Neauphle, président de la Société coopérative d'habitations à bon marché du canton de Montfort. En 1934, Henri Brame fut ruiné par des spéculations malheureuses. Le château de l'abbaye fut mis en vente le 6 février 1935[32].
- René Adam (1883-1955), député sous la Troisième République, y meurt en 1955.
- Patrick Schulmann (1949-2002), réalisateur de cinéma français, vivait à Neauphle-le-Vieux.
- Magali de Vendeuil (1926-2009), actrice française, est inhumée dans le cimetière communal.
- Robert Lamoureux (1920-2011), acteur, humoriste, auteur dramatique, réalisateur, poète, parolier et scénariste français, est inhumé dans le cimetière communal.
- Claude Berri (1934-2009), réalisateur, producteur et scénariste français a habité plusieurs années à Cressay, un hameau de Neauphle-le-Vieux

### Héraldique
| Blason de Neauphle-le-Vieux | Blason  | D'azur à une croix d'argent.                     |
| Blason de Neauphle-le-Vieux | Détails | Le statut officiel du blason reste à déterminer. |